# Damme (Belgia)
Damme – miasto w północno-zachodniej Belgii, w Regionie Flamandzkim, w prowincji Flandria Zachodnia, w okręgu Brugia. Liczy 11 207 mieszkańców (1 stycznia 2024).

## Podział administracyjny
W skład gminy wchodzi pięć dzielnic (deelgemeente):
- Hoeke
- Lapscheure
- Moerkerke
- Oostkerke
- Sijsele

## Współpraca
Miejscowości partnerskie:
- Damme, Niemcy
- Jodoigne, Brabancja Walońska